# 9648 Gotouhideo
A 9648 Gotouhideo (ideiglenes jelöléssel 1995 UB9) a Naprendszer kisbolygóövében található aszteroida. Fumiaki Uto fedezte fel 1995. október 30-án.